# Colombey-les-Belles
Pour les articles homonymes, voir Colombey (homonymie).
Colombey-les-Belles est une commune française située dans le département de Meurthe-et-Moselle en région Grand Est.

## Géographie

### Localisation

Fig 1 - Colombey - ban communal.

D'après les données Corine Land Cover, le territoire communal de 1761 hectares comprenait en 2011, près de 44 % de terres arables, 52 % de forêts et 3,8 % de zones bâties. Le ban communal n'est arrosé par aucun cours d'eau recensé par le Sandre mais plusieurs résurgences, appelées « deuilles », et autres phénomènes karstiques sont observables sur le territoire de la commune. Ces phénomènes sont, plus globalement, dispersés sur une ligne allant de Pierre-la-Treiche, au nord, à Removille, au sud, le long d'une série de failles et d'accidents tectoniques locaux.
Comme d'autres communes dans la région touloise, Colombey a été le lieu de productions manufacturées à base d'argile étant donné la disponibilité de l'eau (nombreux puits) et surtout de matière première : l'argile de la Woëvre. Une tuilerie a fonctionné sur ce territoire
Communes limitrophes
| Barisey-la-Côte  | Bagneux             | Allain      |
| Barisey-au-Plain | Colombey-les-Belles | Crépey      |
| Autreville       |                     | Selaincourt |

### Hydrographie et les eaux souterraines
Hydrogéologie et climatologie : Système d’information pour la gestion des eaux souterraines du bassin Rhin-Meuse :
Territoire communal : Occupation du sol (Corinne Land Cover); Cours d'eau (BD Carthage),
Géologie : Carte géologique; Coupes géologiques et techniques,
 Hydrogéologie : Masses d'eau souterraine; BD Lisa; Cartes piézométriques.
La commune est traversée par la ligne de partage des eaux entre les bassins versants du Rhin et de la Meuse au sein du bassin Rhin-Meuse. Elle n'est drainée par aucun cours d'eau,.

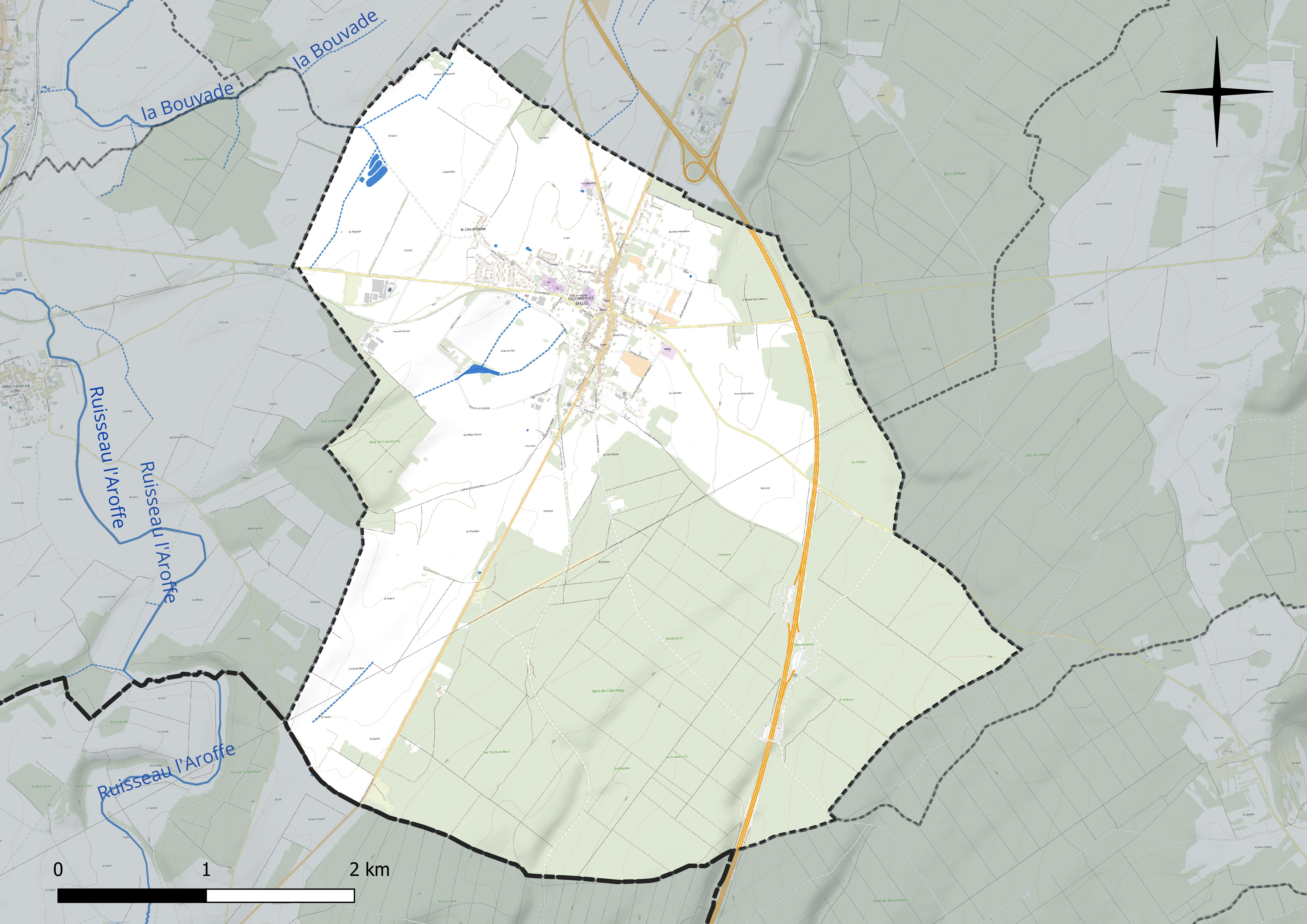
Réseau hydrographique de Colombey-les-Belles.

### Climat
Pour des articles plus généraux, voir Climat du Grand Est et Climat de Meurthe-et-Moselle.
En 2010, le climat de la commune est de type climat de montagne, selon une étude du Centre national de la recherche scientifique s'appuyant sur une série de données couvrant la période 1971-2000. En 2020, Météo-France publie une typologie des climats de la France métropolitaine dans laquelle la commune est exposée à un climat océanique altéré et est dans la région climatique  Lorraine, plateau de Langres, Morvan, caractérisée par un hiver rude (1,5 °C), des vents modérés et des brouillards fréquents en automne et hiver. 
Pour la période 1971-2000, la température annuelle moyenne est de 9,4 °C, avec une amplitude thermique annuelle de 17 °C. Le cumul annuel moyen de précipitations est de 877 mm, avec 12,2 jours de précipitations en janvier et 9,4 jours en juillet. Pour la période 1991-2020, la température moyenne annuelle observée sur la station météorologique de Météo-France la plus proche, « Nancy-Ochey », sur la commune d'Ochey à 7 km à vol d'oiseau, est de 10,5 °C et le cumul annuel moyen de précipitations est de 810,4 mm. 
La température maximale relevée sur cette station est de 39,6 °C, atteinte le 25 juillet 2019 ; la température minimale est de −19,1 °C, atteinte le 12 janvier 1987,,. 
Les paramètres climatiques de la commune ont été estimés pour le milieu du siècle (2041-2070) selon différents scénarios d'émission de gaz à effet de serre à partir des nouvelles projections climatiques de référence DRIAS-2020. Ils sont consultables sur un site dédié publié par Météo-France en novembre 2022.

## Urbanisme

### Typologie
Au 1er janvier 2024, Colombey-les-Belles est catégorisée bourg rural, selon la nouvelle grille communale de densité à sept niveaux définie par l'Insee en 2022.
Elle est située hors unité urbaine. Par ailleurs la commune fait partie de l'aire d'attraction de Nancy, dont elle est une commune de la couronne,. Cette aire, qui regroupe 353 communes, est catégorisée dans les aires de 200 000 à moins de 700 000 habitants,.

### Occupation des sols
L'occupation des sols de la commune, telle qu'elle ressort de la base de données européenne d’occupation biophysique des sols Corine Land Cover (CLC), est marquée par l'importance des forêts et milieux semi-naturels (52,5 % en 2018), une proportion sensiblement équivalente à celle de 1990 (52,2 %). La répartition détaillée en 2018 est la suivante : 
forêts (47,3 %), terres arables (26,2 %), prairies (14,8 %), milieux à végétation arbustive et/ou herbacée (5,2 %), zones urbanisées (4,7 %), cultures permanentes (1,9 %). L'évolution de l’occupation des sols de la commune et de ses infrastructures peut être observée sur les différentes représentations cartographiques du territoire : la carte de Cassini (XVIIIe siècle), la carte d'état-major (1820-1866) et les cartes ou photos aériennes de l'IGN pour la période actuelle (1950 à aujourd'hui).

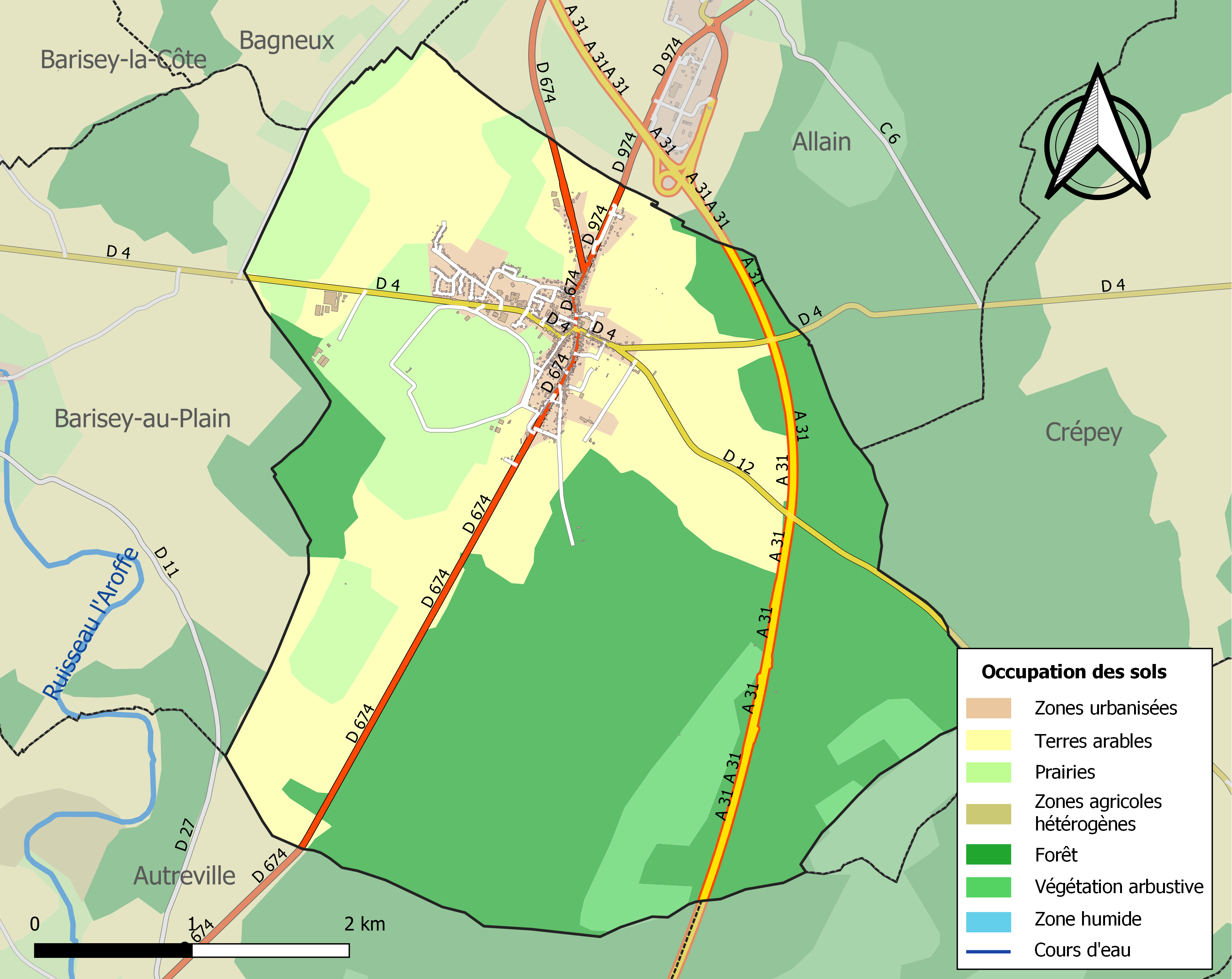
Carte des infrastructures et de l'occupation des sols de la commune en 2018 (CLC).

### Voies de communications et transports

#### Voies routières
- A31 (aussi appelée autoroute de Lorraine-Bourgogne). Échangeurs Toul-Valcourt, Toul-Croix de Metz.

#### Transports en commun

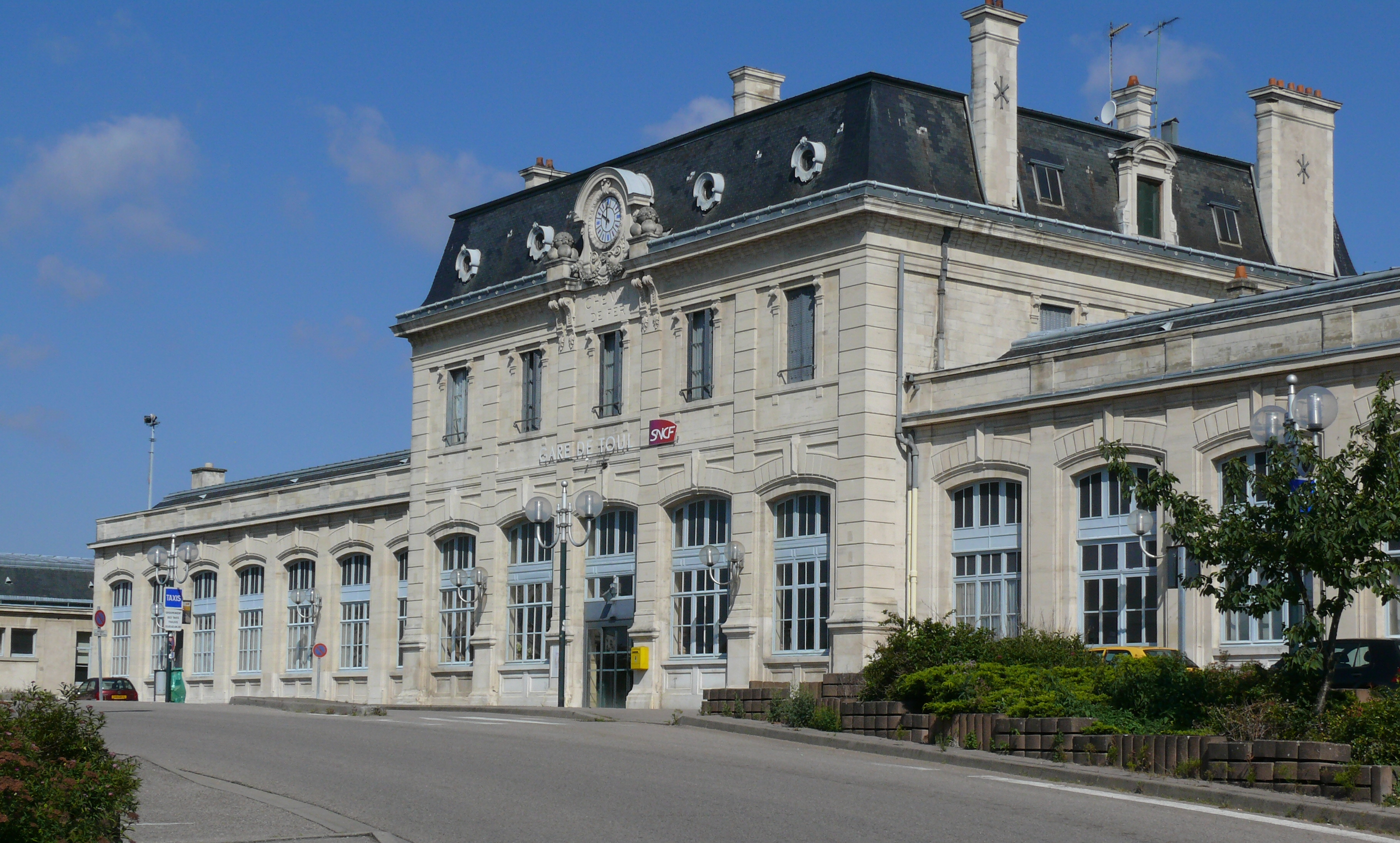
Gare de Toul.

- Fluo Grand Est.

#### Lignes SNCF
- Gare de Toul
- Gare de Pont-Saint-Vincent

#### Transports aériens
- L'Aéroport d'Épinal-Mirecourt « Vosges Aéroport ».

À partir de l'été 2021, l’aéroport d’Épinal-Mirecourt est devenu le "pélicandrome" de la Zone Est et servira ainsi de base de ravitaillement et d’intervention pour les avions bombardiers d’eau connus sous le nom de Dash 8.
- Aéroport de Nancy-Essey.

## Toponymie
Les différentes graphies recensées par le dictionnaire topographique de la Meurthe sont les suivantes :
- Capella in Columbario, 836 (H. L. I, c. 301).
- Ecclesia in Columbario, 870 (H. T. p. 1).
- Actum Columbariæ, 884 (H. L. I, c. 320).
- Columbare, 1111 (H. L. I, c. 529).
- Colanbey, 1305 (Tr. des ch. l. Gondreville, n° 34).
- Collombier, 1527 (dom. de Gondreville).
- Colombiers, 1528 (Tr. des ch. reg. B. 18, f° 164).
- Collumbier, 1546 (dom. de Pulligny).
- Colombey-aux-Belles-Femmes, 1779 (Descr. de la Lorr.)[19].

Le pouillé ecclésiastique de B Picart utilise la forme latinisée Columbarium.

Colombey dérive du substantif latin cŏlumbārium, qui désigne soit un pigeonnier, soit un tombeau ou caveau funéraire. Il est difficile de trancher.
Le territoire communal porte également plusieurs micro-toponymes significatifs de l'histoire (Voie des sauniers, le Bel Allain, les Essarts) en référence à l'activité humaine. (transports du sel sur l'ancienne voie romaine, site établissement agricole gallo-romain dévasté lors de la chute de l'Empire romain, défrichage des bois - essarter -) Fig 1

## Histoire

### Préhistoire et antiquité
Il existe dans la commune de nombreux vestiges de substructions gallo-romaines comme l'indique Beaupré dans son répertoire archéologique :
«Restes de villas romaines, au Coin Jeanmaire, à la Sarrazinière, au Charmois, au Trou de l'Ecoufol(t), à l'Hamonvelle, au Haut de Charmette et Sous le taillis. En 1840, aux Raies-montants, substructions, parmi lesquelles on recueillit des fers de lances, des sabres et des monnaies romaines.»

### Moyen Âge et Renaissance
H Lepage dresse une synthèse rapide de l'histoire communale dans son dictionnaire topographique de la Meurthe, il y précise notamment:
«Le bourg de Colombey est très-ancien : il en est parlé dans une charte de Charles-le-Chauve en faveur de l'abbaye de St.-Epvre, au IXe siècle, dans une lettre de saint Gauzelin (941), qui donne l'église de Colombey à cette même abbaye.»
En 1305, la seigneurie de Colombey fut acquise par un nommé Albert ou Aubers de Toullon qui acheta à Jean de Blainville tout ce qu'il y avait à Allain et Colombey.
Aubers de Toullon était chargé de protéger et de défendre les droits des communautés religieuses des villes et des habitants. En contrepartie, il avait droit à des redevances en nature et en argent.
Plus tard en 1306, l'empereur Henri IV donne une partie des revenus communaux à l'abbaye de Senones, puis en 1596, Jacques de Tavagny, abbé de Saint-Èvre de Toul, obtient du duc de Lorraine l'autorisation d'établir une foire 3 fois par an (moyennant le tiers des taxes sur les échanges commerciaux de cette foire)
Cette activité économique sera confirmée par un arrêt du conseil du roi Stanislas en 1755.
En 1306, il y eut à Colombey une assemblée composée des plus grands seigneurs de la province (avec le duc de Lorraine Thiébaud et l’évêque de Toul entre autres), assemblée dans laquelle il fut réglé que «les fils et filles d’un fils aîné d’un duc de Lorraine, décédé, avant son père, hériteraient du duché de Lorraine, à l’exclusion des frères du duc régnant et des autres héritiers, quels qu’ils fussent».
En 1626, la peste sévit sur Colombey, et le village n'échappe pas aux misères de la guerre de Trente Ans. Les habitants abandonnent leur village à cause également des violences de la guerre.

### Époque moderne

#### XIXesiècle

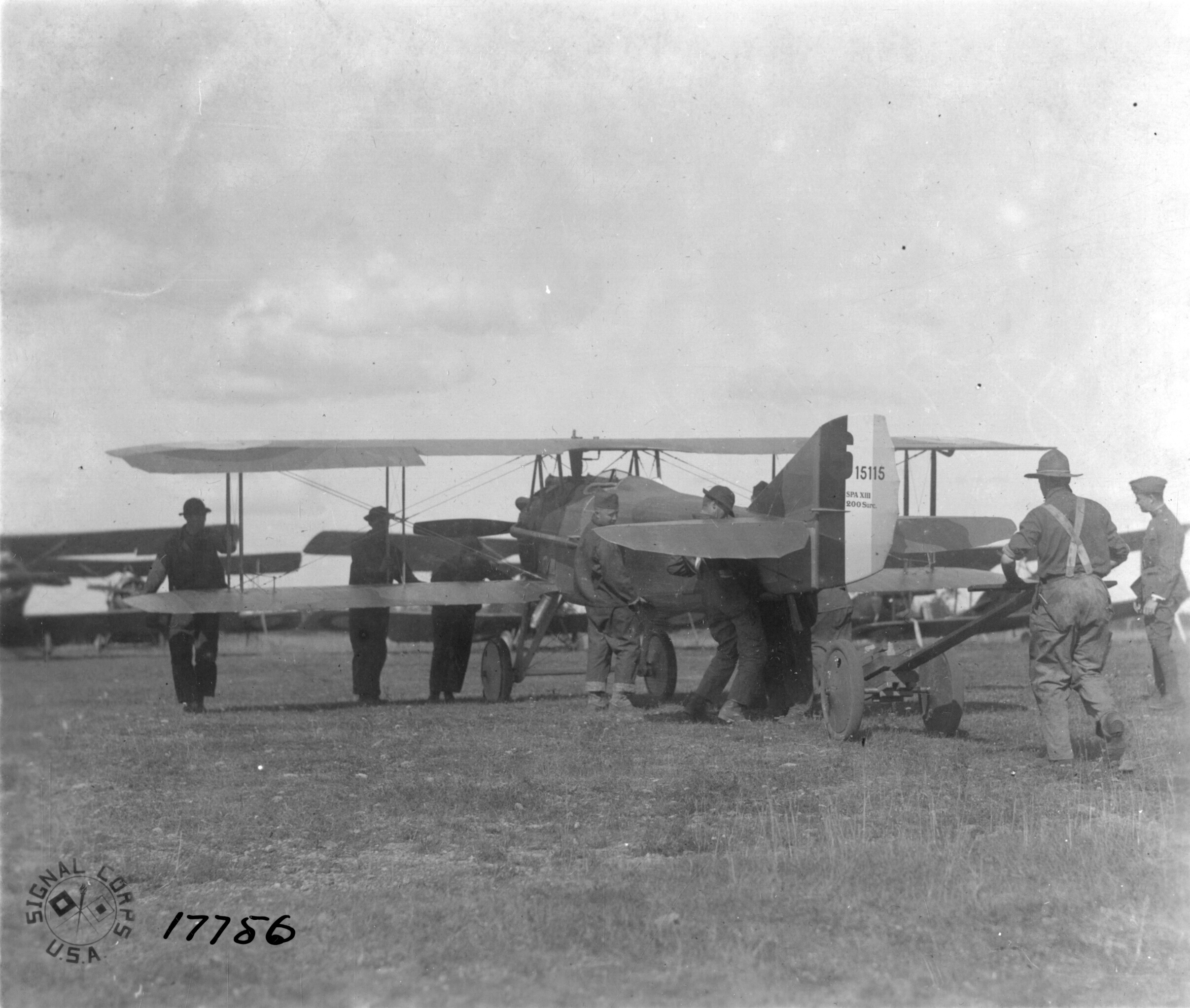
Sur l'aérodrome, préparation avant un vol d'un SPAD S.XIII, le 26 juillet 1918.

Les troupes prussiennes et russes furent de passage à Colombey en 1814, environ 10 000 soldats ayant logé dans le village entraînèrent de lourdes charges pour les habitants.
Colombey-les-Belles connut l'arrivée et l'occupation des Prussiens durant la guerre franco-allemande de 1870.

#### XXesiècle
De 1917 à 1919 est créé temporairement l’aérodrome de Colombey-les-Belles (en), pour les besoins opérationnels de l'aviation du corps expéditionnaire américain. Y est établi le First Air Depot. C'est la plus grande structure américaine de l’Air Service dans la zone de combat du front occidental, et sans doute une des plus importantes stratégiquement, équipant et soutenant chaque unité combattante. Après le démantèlement des installations en 1919, les terrains sont rendus à l'agriculture.
Lors de l'Occupation entre 1943 et 1944, un groupe de résistance se forme au sein de la brigade de Gendarmerie de Colombey-les-Belles. C'est l'adjudant L'Esprit qui commande les actions de la résistance dans ce secteur avec l'adjoint de chef de secteur Mr. Marcus Roger. Les actions entreprises seront du sabotage de voies ferrés et de lignes de force, du transport d'armes et de munitions et des parachutage.

#### XXIesiècle
Le 14 août 2024, deux avions de chasse Dassault Rafale de l'Escadron de transformation Rafale 3/4 Aquitaine de la base aérienne 113 Saint-Dizier-Robinson  sont entrés en collision en vol dans le secteur de Colombey-les-Belles. Le pilote d'un deux appareils s'est éjecté avant l'impact et est sain et sauf. L'instructeur et l'élève pilote, qui se trouvaient dans le second, sont retrouvés à Harmonville, morts,

## Politique et administration
| Période                                  | Période   | Identité          | Étiquette | Qualité                                |
| ---------------------------------------- | --------- | ----------------- | --------- | -------------------------------------- |
| Les données manquantes sont à compléter. |           |                   |           |                                        |
| mars 2001                                | mars 2008 | Jacqueline Valter | UMP       |                                        |
| mars 2008                                | mai 2020  | Annie Florentin   |           | Professeure du secondaire et technique |
| mai 2020                                 | En cours  | Benjamin Voinot,  |           | Commerçant                             |

Lors du premier tour des élections municipales de 2020, la liste du candidat Benjamin Voinot est élue au premier tour avec 81,34 % des voix, contre 18,65 % des voix pour la liste du candidat Jean-Claude Ollichon.
La participation à cette même élection était de 54,42 %. L'abstention était de 45,58 %.

### Budget et fiscalité 2023
En 2023, le budget de la commune était constitué ainsi :
- total des produits de fonctionnement : 1 175 000 €, soit 803 € par habitant ;
- total des charges de fonctionnement : 969 000 €, soit 662 € par habitant ;
- total des ressources d'investissement : 795 000 €, soit 543 € par habitant ;
- total des emplois d'investissement : 381 000 €, soit 261 € par habitant ;
- endettement : 1 322 000 €, soit 911 € par habitant.

Avec les taux de fiscalité suivants :
- taxe d'habitation : 12,36 % ;
- taxe foncière sur les propriétés bâties : 29,26 % ;
- taxe foncière sur les propriétés non bâties : 21,01 % ;
- taxe additionnelle à la taxe foncière sur les propriétés non bâties : 0,00 % ;
- cotisation foncière des entreprises : 0,00 %.

Chiffres clés Revenus et pauvreté des ménages en 2021 : médiane en 2021 du revenu disponible, par unité de consommation : 22 830 €.

## Population et société

### Démographie

#### Évolution démographique
L'évolution du nombre d'habitants est connue à travers les recensements de la population effectués dans la commune depuis 1793. Pour les communes de moins de 10 000 habitants, une enquête de recensement portant sur toute la population est réalisée tous les cinq ans, les populations de référence des années intermédiaires étant quant à elles estimées par interpolation ou extrapolation. Pour la commune, le premier recensement exhaustif entrant dans le cadre du nouveau dispositif a été réalisé en 2004.

En 2022, la commune comptait 1 430 habitants, en évolution de −2,32 % par rapport à 2016 (Meurthe-et-Moselle : −0,13 %, France hors Mayotte : +2,11 %).
| 1793 | 1800 | 1806 | 1821 | 1831 | 1836 | 1841 | 1846  | 1851  |
| ---- | ---- | ---- | ---- | ---- | ---- | ---- | ----- | ----- |
| 790  | 725  | 837  | 766  | 880  | 967  | 970  | 1 037 | 1 086 |

| 1856  | 1861 | 1872 | 1876 | 1881  | 1886 | 1891 | 1896 | 1901 |
| ----- | ---- | ---- | ---- | ----- | ---- | ---- | ---- | ---- |
| 1 010 | 983  | 919  | 918  | 1 002 | 928  | 843  | 800  | 773  |

| 1906 | 1911 | 1921 | 1926 | 1931 | 1936 | 1946 | 1954 | 1962 |
| ---- | ---- | ---- | ---- | ---- | ---- | ---- | ---- | ---- |
| 741  | 701  | 675  | 628  | 614  | 572  | 711  | 622  | 685  |

| 1968 | 1975 | 1982 | 1990  | 1999  | 2004  | 2006  | 2009  | 2014  |
| ---- | ---- | ---- | ----- | ----- | ----- | ----- | ----- | ----- |
| 723  | 816  | 949  | 1 080 | 1 283 | 1 390 | 1 378 | 1 345 | 1 448 |

| 2019  | 2022  | - | - | - | - | - | - | - |
| ----- | ----- | - | - | - | - | - | - | - |
| 1 449 | 1 430 | - | - | - | - | - | - | - |

### Enseignement
Établissements d'enseignements :
- Écoles maternelles et primaires à Colombey-les-Belles, Allain, Crépey, Favières.
- Collège à Colombey-les-Belles.
- Lycées à Toul, Pont-Saint-Vincent.

### Santé
Professionnels et établissements de santé :
- Médecins à Colombey-les-Belles, Allamps, Blénod-lès-Toul, Sauvigny, Domgermain, Bainville-sur-Madon, Vézelise.
- Pharmacies à Colombey-les-Belles, Blénod-lès-Toul, Vézelise, Dommartin-lès-Toul.
- Hôpitaux à Dommartin-lès-Toul, Toul, Neuves-Maisons, Vandoeuvre-lès-Nancy.

### Cultes
- Culte catholique, Paroisse Bienheureux-Frédéric-Ozanam en pays de Colombey[39], Diocèse de Nancy et Toul.

## Économie

### Entreprises et commerces
E. Grosse indique dans son ouvrage, vers 1836 :
« Surface territ. 1659 hect.-, dont 717 en forêts, 65o en terres labour.,42 en prés et 21 en vignes.. »
le village avait donc une tradition agricole et viticole.

### Secteur primaire ou Agriculture
Le secteur primaire comprend, outre les exploitations agricoles et les élevages, les établissements liés à l’exploitation de la forêt et les pêcheurs.
D'après le recensement agricole 2010 du Ministère de l'agriculture (Agreste), la commune de Colombey-les-Belles était majoritairement orientée sur la polyculture et le poly - élevage (auparavant même production) sur une surface agricole utilisée d'environ 391 hectares (inférieure à la surface cultivable communale) en légère baisse depuis 1988 - Le cheptel en unité de gros bétail s'est renforcé de 313 à 491 entre 1988 et 2010. Il n'y avait plus que 4 (7 auparavant) exploitation(s) agricole(s) ayant leur siège dans la commune employant 5 unité(s) de travail. (10 auparavant).

#### Tourisme
- Hébergements et restauration à Allain, Crézilles, Toul[42].

#### Commerces
- Commerces et services de proximité[43].
- Une activité industrielle s'est tenue sur le ban de la commune entre 1919 et 1925 quand un natif de la commune d'Allamps, Robert Serf a créé une entreprise de construction d'automobiles auparavant située au numéro 19 de la place de la mairie avant son déménagement à Vandœuvre-lès-Nancy en 1925 : la société Serf et Didier.

## Culture locale et patrimoine

### Lieux et monuments

#### Édifices civils
- La Maison commune devenue mairie-école, agrandie en août 1823 selon les plans de l'architecte Viriot.
- Maison intercommunale des services (MIS)[44].
- Passage de la voie romaine de Lyon à Trèves[45].
- Maison Renaissance du XVIe siècle.
- La Maison de la Vierge à l'Enfant[46].
- Halle à pilastres en pierre du XIXe siècle.
- Monument aux morts sur la place Darcy[47],[48].

#### Édifice religieux

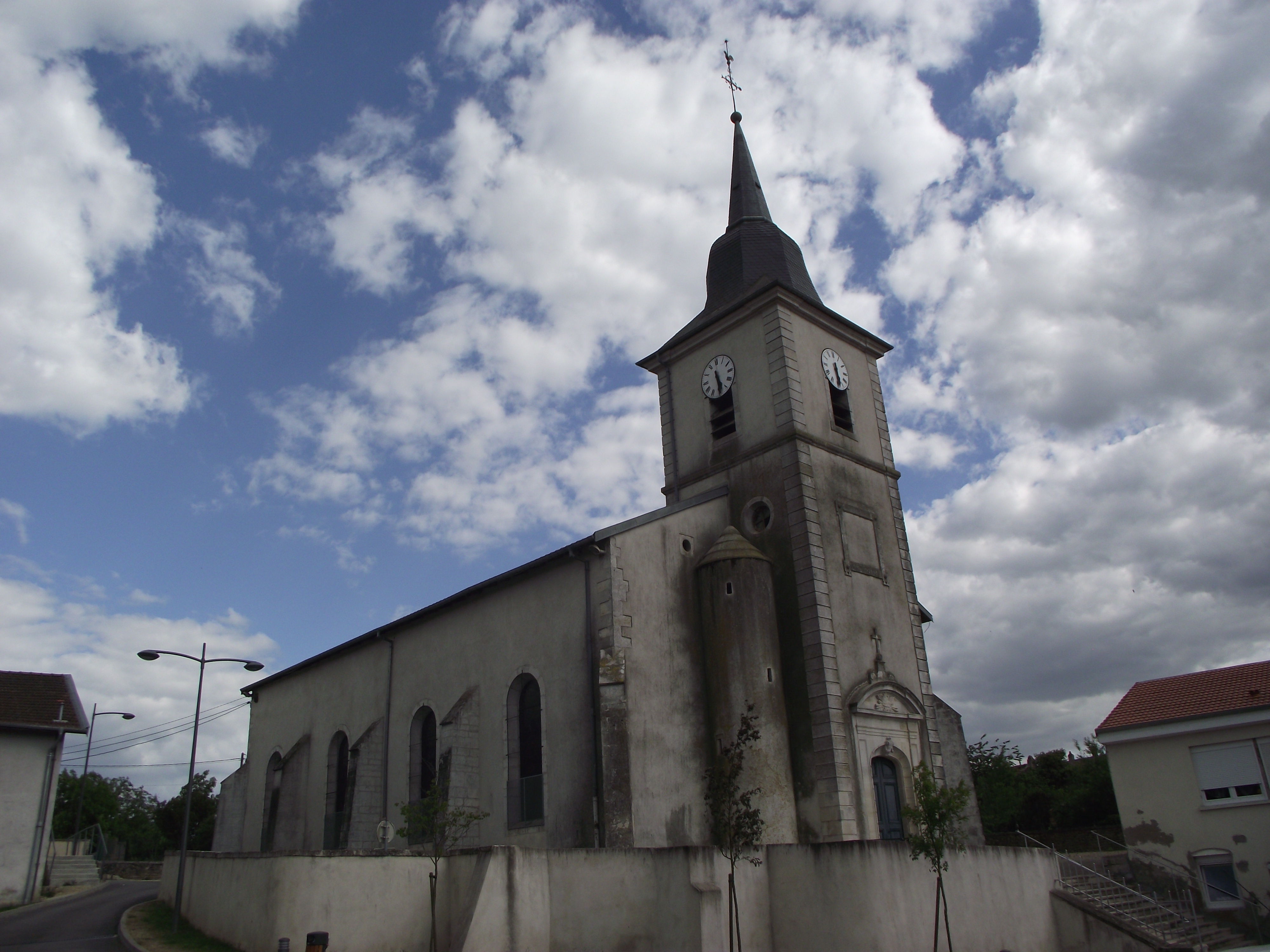
Église Saint-Maurice.
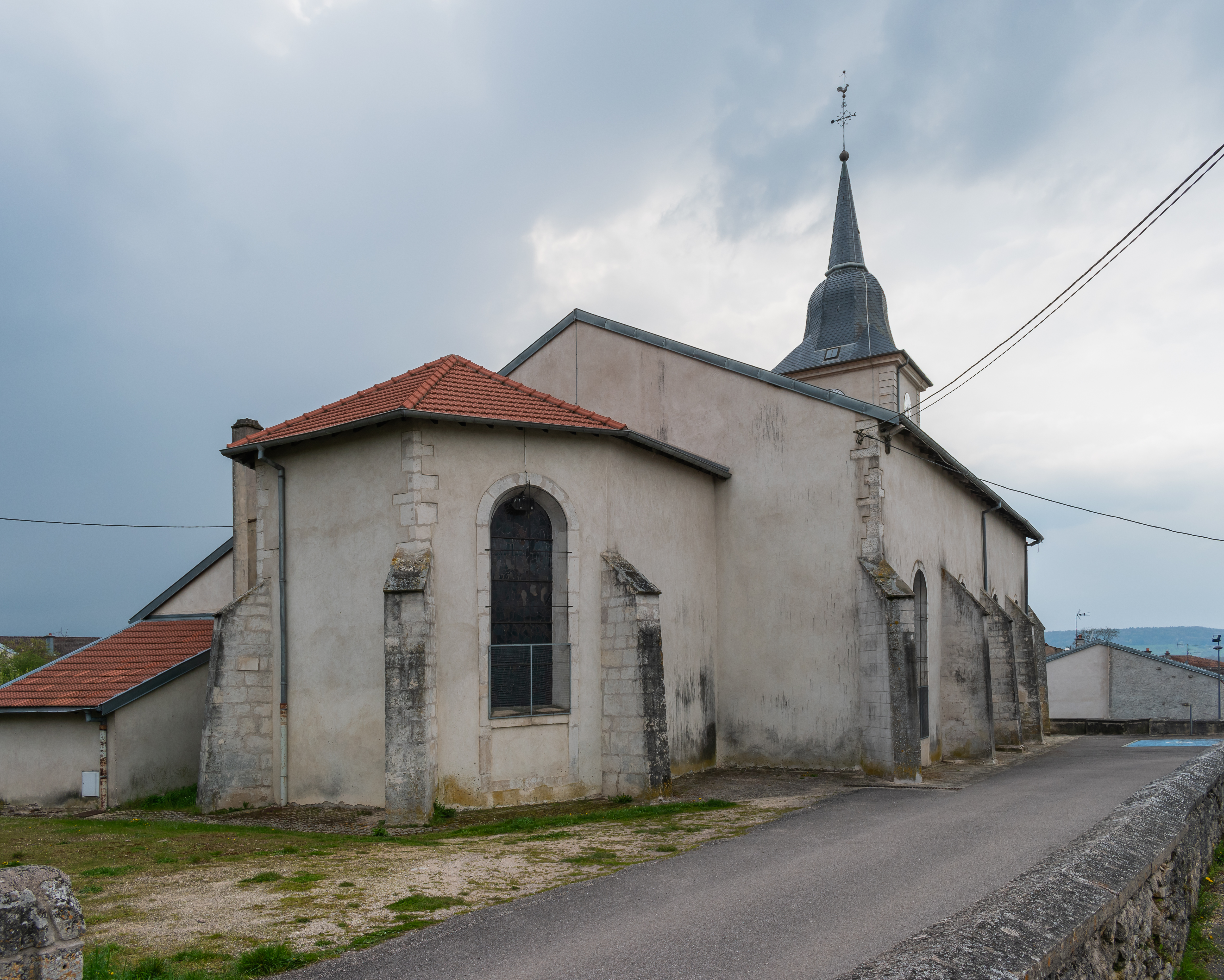
Chevet de l'église Saint-Maurice.
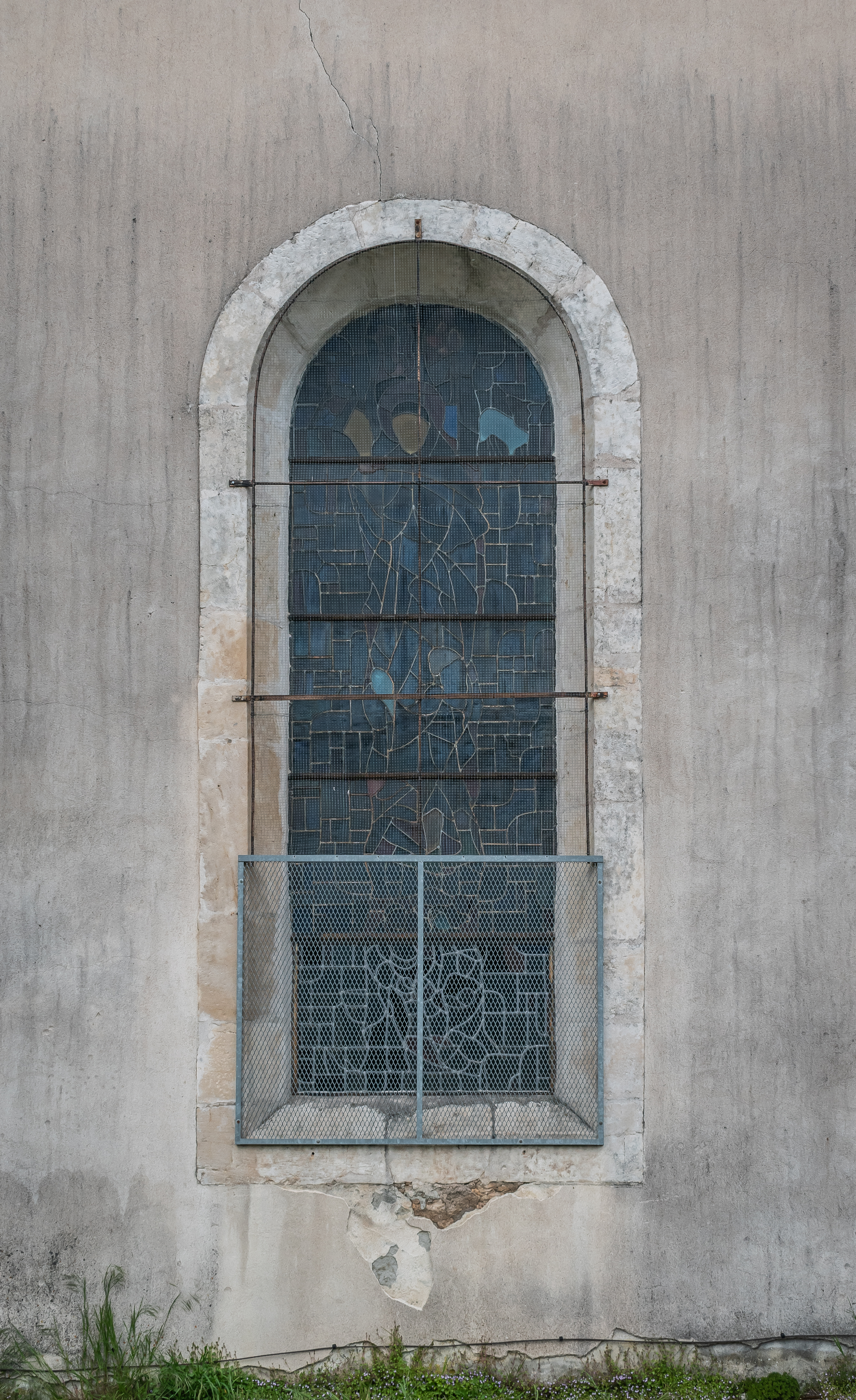
Vitraux de l'église.
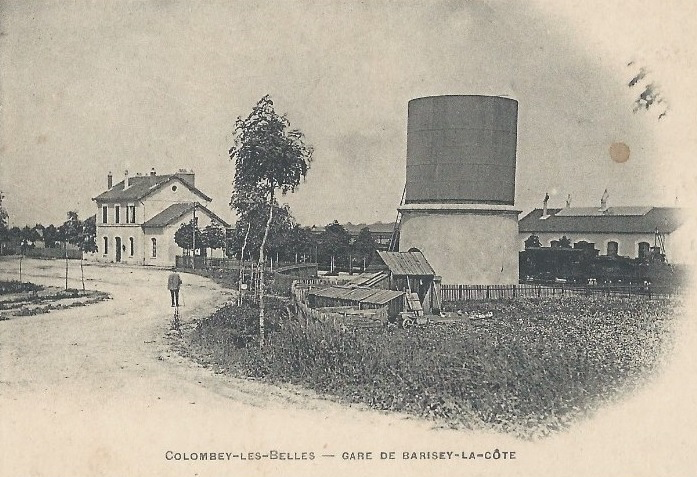
Ancienne gare gare de Colombey-les-Belles.

- Église Saint-Maurice, reconstruite en 1770[49],[50].

Clôture de chœur (grille de communion).
Maître-autel, gradin et tabernacle.
Croix d'autel et six chandeliers.
Lambris de revêtement (boiseries) et deux groupes de stalles.
Chaire à prêcher.
Orgue de tribune,
Patrimoine campanaire.

### Personnalités liées à la commune
- Claude Nicolas Bastien, ordonné prêtre en 1751, a obtenu le grade de « Docteur en Théologie » puis le 7 avril 1789, député du clergé aux États Généraux[59].
- Émile Laurent (1819-1897), historien né Colombey-les-Belles, bibliothécaire, romancier et essayiste.
- Jean Marchal (1905-1995), économiste né à Colombey-les-Belles, membre de l'Académie des sciences morales et politiques.

### Héraldique, logotype et devise
| Blason de Colombey-les-Belles | Blason  | D'azur à un écusson d'argent. |
| Blason de Colombey-les-Belles | Détails | Adopté en 1953.               |